# Falotinos
Falotinos (Phalotini) é uma tribo de cerambicídeos, endêmicos da Austrália.

## Taxonomia
Em 1868, a tribo foi estabelecida por Lacordaire para alocar os gêneros Phalota e Xystoena. Em 1912, Aurivillius latinizou o nome e alocou mais dois gêneros — Nenenia e Maulia. Em 2016,  Ślipiński e Escalona, revisaram as espécies de cerambicídeos da Austrália e sinonimizaram Xystoena com o gênero Phalota.

## Biologia
As espécies desta tribo apresentam um tamanho que varia de 5 a 12 mm de comprimento. Apresentam atividade durante o período de outubro a fevereiro.

## Zoogeografia
Endêmica da região australiana, a tribo possui ocorrência apenas na Austrália.

## Gêneros
Atualmente a tribo apresenta três gêneros:
- Maulia Blackburn, 1892
- Nenenia Pascoe, 1886
- Phalota Pascoe, 1863